# Bernd Leno
Bernd Leno (Bietigheim-Bissingen, Németország, 1992. március 4. –) német válogatott labdarúgó, 2022-től az angol Fulham játékosa.

## Klub karrierje

### Ifjúsági csapatok
Leno gyerekkorától kezdve futballozik, 11 éves koráig SV Germania Bietigheimben, szülővárosának futballcsapatában nevelkedett. 2003-ban csatlakozott a VfB Stuttgart utánpótláscsapatához. A VfB Stuttgart U17-tel a B-Junioren-Bundesligában (U17-es Bundesliga) 2008-ban debütált. A szezon során végig első számú kapusnak számított. Csoportjukban a második helyen végeztek, így továbbjutottak a kieséses szakaszba. Később megnyerték a Bayern München elleni döntőt és korosztályos német bajnokok lettek. A következő évadot már az U19-eseknél kezdte, velük is továbbjutott a kieséses szakaszba, de a Bayer 04 Leverkusen fiataljai kiejtették őket.

### VfB Stuttgart II
2009 decemberében, mindössze 17 évesen debütált a Stuttgart második számú csapatában, a német harmadosztályban. Innentől kezdve a Stuttgart II elsőszámú kapusa volt, másfél éves itt tartózkodása alatt kétszer is 10.-ek lettek. 2011 augusztusában a Stuttgart felnőttcsapatának 3. számú kapusa lett, ám a Leverkusen fél évre kölcsönvette, mert mindkét hálóőrük, René Adler és Fabian Giefer is megsérült.

### Bayer Leverkusen
Leno mindössze 4 nappal kölcsönvétele után, 19 évesen debütált a Bundesligában, egy Werder Bremen elleni nyertes meccsen. Első három bajnoki mérkőzésén nem kapott gólt: erre előtte csak két kapus volt képes a Bundesliga fennállásának ideje óta: Dirk Krüssenberg és Heribert Macherey. 

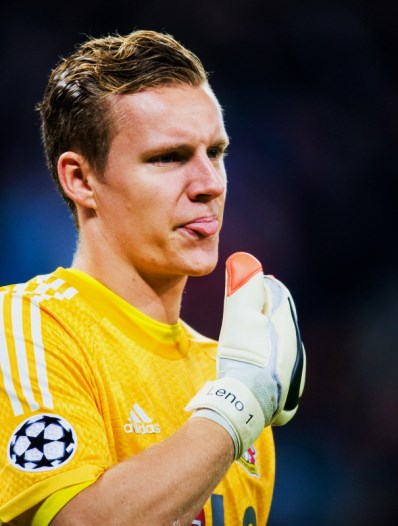
Leno (2014)

 Leno nevéhez más rekord is fűződik: amikor 2011. szeptember 13-án pályára lépett a Bajnokok Ligája csoportkörében, ő lett a legfiatalabb német kapus, aki valaha megfordult a rangos sorozatban. A Leverkusennel – nem kicsit az ő teljesítményének köszönhetően – továbbjutottak a csoportból, végül a kieséses szakaszban a Barcelona búcsúztatta őket.
A Bayer 04 az őszi szezon végén végleg leigazolta a fiatal hálóőrt, átigazolási díja 7,5 millió euró volt. Az évet új csapatával az 5. helyen zárta. 2012. szeptember 20-án bemutatkozhatott a második számú európai kupasorozatban, az Európa Ligában. A Metaliszt Harkiv elleni hazai csoportmérkőzés 0:0-val ért véget. Ezen év decemberében profi pályafutása első gólpasszát adta: remek kirúgása Kießlinget találta meg egy német bajnokin. A 2013-14-es idényben csapatával a Bajnokok Ligája nyolcaddöntőjéig jutott, itt a PSG ejtette ki őket. Eközben a bajnokságban egészen rendkívüli teljesítményt nyújtott, a Kicker osztályzatai alapján ő lett a szezon legjobb hálóőre, egyszersmind az idény negyedik legjobb játékosa. A büntetők terén is maradandót alkotott. A Leverkusen ellen a bajnokság során befújt 8 büntetőből 5-öt kivédett, sőt, ebből 4-et zsinórban 2013 októbere és 2014 márciusa között.
A német kupában a Kaiserslautern elleni negyeddöntő 98. percében (hossz.) szintén kivédte Idrissou tizenegyesét. (Végül mégis a 'Lautern jutott tovább.) 2014 októberében a negyedosztályú Magdeburg elleni büntetőrúgásokig jutó német kupa találkozón Leno három tizenegyest is kivédett, ebből az első kettő "meccslabda" volt az ellenfélnek. A 2015-16-os idényben végig felemásan teljesített, nagy védései mellett több komoly hibát is vétett, így a Kicker osztályzatai alapján csak a 8. helyre fért be a szezon legjobb hálóőreinek listáján.

### Fulham
2022. augusztus 2-án a három évre szerződtette a Fulham csapata.

## Válogatottság
Leno részt vett 2009-es, U17-es Európa-bajnokságon, ahol a tornagyőztes német csapat második számú kapusa volt.
2012 augusztusában, egy Argentína elleni barátságos mérkőzésen debütált a német U21-es válogatottban. Tagja volt a 2013-as U21-es Európa-bajnokságra kijutó német csapatnak, ám meglepetésre már a csoportkörben kiestek. A torna mindhárom mérkőzését végigvédte.

2015 őszén már meghívót kapott a felnőtt válogatottba, majd 2016. május 29-én, egy Szlovákia elleni barátságos mérkőzésen mutatkozott be, egy félidőt játszott az 1-3 arányban elveszített mérkőzésen. 2016 májusában Joachim Löw beválogatta a 2016-os Eb-re utazó német keretbe.

## Sikerei, díjai
Klub szinten
- B-Junioren-Bundesliga: bajnok (VfB Stuttgart U17, 2009)

Válogatott szinten
- U17-es Európa-bajnokság: győztes (Németország U17, 2009)
- Európa-bajnokság: bronzérmes (Németország, 2016)
- Konföderációs kupa: győztes (Németország, 2017)

## Statisztikái

### Klubokban
Legutóbb 2020. június 20-án lett frissítve.
| Klub             | Szezon         | League         | League          | League | Nemzeti Kupa    | Nemzeti Kupa | Ligakupa        | Ligakupa | Európai         | Európai | Összesen        | Összesen |
| Klub             | Szezon         | Bajnokság      | Pályára lépések | Gólok  | Pályára lépések | Gólok        | Pályára lépések | Gólok    | Pályára lépések | Gólok   | Pályára lépések | Gólok    |
| ---------------- | -------------- | -------------- | --------------- | ------ | --------------- | ------------ | --------------- | -------- | --------------- | ------- | --------------- | -------- |
| VfB Stuttgart II | 2009–10        | 3. Liga        | 17              | 0      | —               | —            | —               | —        | —               | —       | 17              | 0        |
| VfB Stuttgart II | 2010–11        | 3. Liga        | 37              | 0      | —               | —            | —               | —        | —               | —       | 37              | 0        |
| VfB Stuttgart II | 2011–12        | 3. Liga        | 3               | 0      | —               | —            | —               | —        | —               | —       | 3               | 0        |
| VfB Stuttgart II | Összesen       | Összesen       | 57              | 0      | —               | —            | —               | —        | —               | —       | 57              | 0        |
| Bayer Leverkusen | 2011–12        | Bundesliga     | 33              | 0      | —               | —            | —               | —        | 8               | 0       | 41              | 0        |
| Bayer Leverkusen | 2012–13        | Bundesliga     | 32              | 0      | 2               | 0            | —               | —        | 6               | 0       | 40              | 0        |
| Bayer Leverkusen | 2013–14        | Bundesliga     | 34              | 0      | 4               | 0            | —               | —        | 8               | 0       | 46              | 0        |
| Bayer Leverkusen | 2014–15        | Bundesliga     | 34              | 0      | 4               | 0            | —               | —        | 10              | 0       | 48              | 0        |
| Bayer Leverkusen | 2015–16        | Bundesliga     | 33              | 0      | 4               | 0            | —               | —        | 12              | 0       | 49              | 0        |
| Bayer Leverkusen | 2016–17        | Bundesliga     | 34              | 0      | 1               | 0            | —               | —        | 7               | 0       | 42              | 0        |
| Bayer Leverkusen | 2017–18        | Bundesliga     | 33              | 0      | 5               | 0            | —               | —        | —               | —       | 38              | 0        |
| Bayer Leverkusen | Összesen       | Összesen       | 233             | 0      | 20              | 0            | —               | —        | 51              | 0       | 304             | 0        |
| Arsenal          | 2018–19        | Premier League | 32              | 0      | 0               | 0            | 1               | 0        | 3               | 0       | 36              | 0        |
| Arsenal          | 2019–20        | Premier League | 30              | 0      | 0               | 0            | 0               | 0        | 2               | 0       | 32              | 0        |
| Arsenal          | Összesen       | Összesen       | 62              | 0      | 0               | 0            | 1               | 0        | 5               | 0       | 68              | 0        |
| Teljes karrier   | Teljes karrier | Teljes karrier | 352             | 0      | 20              | 0            | 1               | 0        | 56              | 0       | 429             | 0        |

1. ↑  Magába foglalja a DFB-Pokált
2. ↑  Magába foglalja az EFL kupát
3. 1 2 3 4  Pályára lépések a Bajnokok ligájában
4. 1 2 3  Pályára lépések az Európa-ligában
5. ↑  Nyolc pályára pályára lépes a Bajnokok ligájában, négy pályára lépés az Európa-ligában

### A válogatottban
| Nemzeti csapat | Év       | Pályára lépések | Gólok |
| -------------- | -------- | --------------- | ----- |
| Németország    |          |                 |       |
| 2016           | 3        | 0               |       |
| 2017           | 3        | 0               |       |
| Összesen       | Összesen | 6               | 0     |